# A Tribute to the Black Emperors
A Tribute to the Black Emperors ist ein Split-Bootleg der skandinavischen Metal-Bands Morbid und Mayhem. Es wurde 1994 von Land of the Rising Sun Records veröffentlicht.

## Titelliste
1. Morbid – My Dark Subconscious
2. Morbid – Wings of Funeral
3. Morbid – From the Dark
4. Morbid – Disgusting Semla
5. Mayhem – The Freezing Moon
6. Mayhem – Necrolust
7. Mayhem – Funeral Fog
8. Mayhem – Carnage

Die Lieder von Morbid stammen allesamt von der Demoaufnahme December Moon. The Freezing Moon und Carnage sind Studioaufnahmen aus dem Jahr 1990, die auch auf Projections of a Stained Mind erschienen waren. Necrolust stammt von der Deathcrush-EP mit Deads Vorgänger Maniac, Funeral Fog ist ein Mitschnitt vom Auftritt im Eiskeller in Leipzig, der auch auf der Veröffentlichung Live in Leipzig zu hören ist.

## Gestaltung
Auf dem Cover sind Mayhems 1993 ermordeter Gitarrist Euronymous und Dead, der erst bei Morbid und dann bei Mayhem gesungen und sich 1991 erschossen hatte, zu sehen. Auf der Rückseite der LP findet sich die Geschichte der Bands bis zu Euronymous’ Ermordung und dem Ende der Band Mayhem in ihrer ursprünglichen Form.

## Kritiken
Frank Stöver bezeichnete A Tribute to the Black Emperors im Voices from the Darkside als empfehlenswert und als gelungenes Bootleg, das Morbids December Moon in beinahe perfekter Qualität enthalte. Der Grund für diese Veröffentlichung sei ziemlich offensichtlich: sich an der Popularität Mayhems zu bereichern und den Tonträger zweien der einflussreichsten Personen im Black Metal zu widmen. Die Veröffentlichung wäre seiner Meinung nach noch interessanter gewesen, wenn sie ein paar Jahre früher erschienen wäre.